# Deathchain
Deathchain to death/thrash metalowy zespół z Maaninka w Finlandii. Aktualnie mają podpisany kontrakt z Dynamic Arts Records. W 2005 roku odbyli trasę koncertową po Europie wraz z zespołami Candlemass i Destruction.

## Muzycy

### Obecny skład zespołu
- K.J.Khaos - wokal
- Corpse - gitara
- Cult - gitara
- Kuolio - bas
- Kassara - perkusja

### Byli członkowie zespołu
- Rotten - wokal
- Possessed Keripukki - bas
- Telaketju - perkusja
- Bobby Undertaker - gitara

## Dyskografia
- Deadmeat Disciples (2003)
- Deathrash Assault (2005)
- Cult of Death (2007)
- Death Eternal (2008)
- Death Gods (2010)